# 코지마 카즈야
코지마 카즈야(児嶋 一哉)는 일본의 오와라이 콤비 안잣슈의 멤버이다. 주로 보케 역할을 담당한다. 도쿄도 하치오지시 출신. 스쿨 JCA 제1기생. 프로 마작사 자격을 가지고 있다. 고등학교 동급생이었던 와타베와 콤비 결성.
| 코지마 카즈야 | 코지마 카즈야               |
| ------------- | --------------------------- |
| 출생          | 1972년 7월 16일             |
| 출생          | 일본 도쿄도 하치오지시      |
| 학력          | 히노데고등학교              |
| 직업          | 코미디언, 유튜버            |
| 신체          | 178.5cm / A형               |
| 소속 그룹     | 안잣슈                      |
| 포지션        | 보케                        |
| 배우자        | 츠보이 시즈카 (2011년 결혼) |
| 자녀          | 없음                        |
| 데뷔          | 1993년 <보캬부라 천국>      |